# Vischer (Anwaltskanzlei)
Vischer ist eine der grössten Wirtschaftsanwaltskanzleien und das grösste Notariatsbüro der Schweiz mit über 100 Anwälten, Steuerberatern und Notaren mit Sitz in Zürich und Niederlassungen in Basel und Genf.

## Geschichte
Die Kanzlei geht auf das 1857 gegründete Notariats- und Anwaltsbüro Lichtenhahn & Heusler zurück, das ab 1990 unter dem Namen Gloor, Schiess & Partner auftrat. Das Büro zählte zusammen mit Christ, Löw, Brückner & Staehelin zu den renommiertesten Anwaltskanzleien in Basel. 1998 schlossen sich die beiden Basler Büros zusammen. 2000 fusionierten sie mit der Zürcher Anwaltskanzlei Pestalozzi, Haegi & Partner. 2000 erhielt die Kanzlei den neuen Namen Vischer, benannt nach Frank Vischer. 2009 wurde die bis anhin in Form einer Kollektivgesellschaft geführte Kanzlei in eine Aktiengesellschaft mit statutarischem Sitz in Zürich und Zweigniederlassung in Basel umgewandelt. 2019 wurde ein dritter Standort in Genf eröffnet.
Schwerpunkt der Tätigkeit ist das internationale Wirtschaftsrecht, insbesondere die Fachgebiete Gesellschafts- und Kapitalmarktrecht, Prozessführung und Schiedsgerichtsbarkeit, Banking & Finance, Tax, Immaterialgüter- und Technologierecht (IP/IT).
Die Kanzlei wurde in den lokalen Medien als „mächtigste Kanzlei in Basel“ bezeichnet. Dies wird dadurch begründet, dass diverse aktuelle und ehemalige Mitarbeiter der Kanzlei in der Lokalpolitik aktiv sind oder waren.

## Mandatsführung gegen den Bruno Manser Fonds
2018 übernahm Vischer ein Mandat für Jamilah Taib Murray, die Tochter des Gouverneurs des malaysischen Bundesstaats Sarawak, ihren Ehemann und die kanadische Sakto-Gruppe gegen den Bruno Manser Fonds, eine Nichtregierungsorganisation mit Sitz in Basel. Die Kläger verlangen die Löschung von 255 Publikationen, welche die Sakto-Gruppe in Zusammenhang mit Korruption und Geldwäscherei in Malaysia bringen. Betroffen ist unter anderem das vom Bruno Manser Fonds herausgegebene Buch «Money Logging» von Lukas Straumann. Das Basler Zivilgericht lehnte am 8. Februar 2019 die vorsorgliche Löschung der Publikationen mangels Dringlichkeit ab. Das Appellationsgericht bestätigte diesen Entscheid.
Am 30. September 2019 organisierte eine Gruppe von Freunden des verschollenen Umweltschützers Bruno Manser einen Schweigemarsch, der sich gegen das Mandat von Vischer für die Taib-Familie richtete, die als SLAPP-Klage kritisiert wird. Bereits 2018 hatte der Bruno Manser Fonds Vischer aufgefordert, das Mandat niederzulegen. Im September 2019 erstattete der Bruno Manser Fonds Strafanzeige gegen drei Verantwortliche von Vischer wegen falscher Anschuldigung und planmässiger Verleumdung im Zusammenhang mit dem Taib-Mandat.

## Bekannte ehemalige Mitarbeiter
- Frank Vischer
- Conradin Cramer
- Bernhard Christ